# 泛光紅蝽
泛光紅蝽（学名：Dindymus rubiginosus）为紅蝽科光紅蝽屬下的一个种。其种加词“Rubiginosus”意为“锈色的”。